# Virals – Tote können nicht mehr reden
Virals – Tote können nicht mehr reden (Originaltitel: Virals) ist das erste Jugendbuch der US-amerikanischen Autorin Kathy Reichs, welches sie zusammen mit ihrem Sohn Brendan Reichs verfasst hat. Veröffentlicht wurde es 2010 im Razorbill-Verlag. Die deutsche Übersetzung von Knut Krüger erschien 2011 im cbj-Verlag. Im Gegensatz zu den anderen Romanen von Kathy Reichs um die forensische Anthropologin Temperance Brennan, zu welchen dieses Buch ein Ableger ist, hat Virals – Tote können nicht mehr reden Science-Fiction- und Fantasy-Elemente.

## Inhalt
Nachdem ihre Mutter bei einem Autounfall ums Leben gekommen ist, lebt die 14-jährige Tory Brennan, Großnichte von Temperance Brennan, bei ihrem Vater Christopher „Kit“ Howard auf Morris Island, einer kleinen Insel außerhalb von Charleston, South Carolina. Morris wird beinahe ausschließlich von Angestellten des Loggerhead Island Research Institutes (LIRI) bewohnt; ein Forschungsinstitut, das sich auf Loggerhead Island, einer kleinen Insel in der Nähe von Morris, befindet und die Aufgabe hat, Primaten und andere Tiere zu erforschen.
Tory freundet sich schnell mit Shelton, Hi und Ben an, deren Eltern ebenfalls bei LIRI angestellt sind und daher auch auf Morris leben. Bei einem Ausflug nach Loggerhead, den die vier Jugendlichen mit Bens Boot unternehmen, findet Tory eine alte Erkennungsmarke eines US-Soldaten, dessen Name aber nicht mehr lesbar ist. Aus Neugierde schleichen die vier heimlich in eines der LIRI-Labore, um die Marke zu reinigen. Dabei bemerken sie jedoch, dass in einem der Nachbarlabore – das eigentlich außer Betrieb sein sollte – ein Hundewelpe eingesperrt ist. Ein Schild an seinem Käfig sagt, dass Cooper – der Welpe – mit einer mutierten Version des Parvoviruses infiziert wurde. Tory und ihre Freunde vermuten ein illegales Experiment und befreien Cooper, wobei sie davon ausgehen, dass Parvo ungefährlich für Menschen ist. Zurück auf Morris verstecken sie Cooper in einem alten Militärbunker, um ihn gesund zu pflegen.
Die vier recherchieren zu dem Soldaten, dem die Hundemarke einmal gehört hat (und dessen Name nun lesbar ist), und finden heraus, dass seine Tochter Katherine Heaton seit 1969 vermisst wird. Da ihr Vater im Vietnamkrieg gestorben war, gehen sie davon aus, dass die Erkennungsmarke, die sie gefunden haben, sich in deren Besitz befunden haben musste. Tatsächlich entdecken Tory und ihre Freunde wenig später Katherine Heatons Leiche, vergraben auf Loggerhead. Nur wenige Augenblicke später werden sie von maskierten Männern verfolgt und beinahe erschossen. Als sie am nächsten Morgen mit der Polizei und ihren Eltern wiederkommen, sind Katherines Knochen verschwunden und durch Affenknochen ersetzt. Da es zudem keine Beweise für die Schüsse gibt, wird den Vieren nicht geglaubt.
Tory, Ben, Hi und Shelton suchen nach Heatons Mörder, da die maskierten Männer wahrscheinlich von diesem gesendet wurden, um die Tat zu vertuschen. Aus diesem Plan wird allerdings zunächst nichts, da sie alle plötzlich krank werden. Ihnen wird schnell klar, dass sie sich doch bei Cooper angesteckt haben müssen. Neben den üblichen grippeähnlichen Symptomen haben sie auch seltsame „Schübe“, bei denen ihre Augenfarbe zu gelb wechselt und ihre Sinne übermenschlich gut werden. Mit den Schüben sind zudem erhöhte Ausdauer, Geschwindigkeit und Stärke, aber auch Heißhungerattacken auf rohes Fleisch verbunden. Auch nachdem sie alle – auch Cooper – ihre Krankheit überwunden haben, bleiben ihnen ihre Superkräfte – die sie aber nur bedingt kontrollierten können – erhalten.
Dr. Karsten, Chef des LIRI und Leiter des illegalen Experiments an Cooper, findet heraus, dass sie den Hund befreit haben. Er folgt ihnen zu ihrem Bunker und stellt sie zur Rede. Sie gestehen ihm alles und berichten von ihren Fähigkeiten, woraufhin Dr. Karsten erklärt, dass der Virus Wolf-DNS in ihre DNS eingeschleust hat und sie daher deren physische Fähigkeiten besitzen. Kurz darauf tauchen wieder maskierte Männer auf, um sie zu töten. Tory und ihren Freunden gelingt es zu flüchten, da Karsten die Männer aufhält. Dabei wird er selbst erschossen.
Tory und ihre Freunde, die sich nun „Virals“ nennen, finden schließlich heraus, dass Katherine Heaton von Hollis Claybourne, einem reichen und einflussreichen Geschäftsmann, getötet wurde, da sie auf einer Insel, auf der er eine Fabrik errichten wollte, Weißkopfseeadler entdeckt hatte. Da diese eine bedrohte Spezies sind, hätte das den Millionendeal verhindert. Die Virals brechen in Claybournes Anwesen ein, um belastende Beweise gegen ihn sicherzustellen. Dabei werden sie zunächst von Chance Claybourne, einem Mitschüler der Virals und Sohn von Hollis Claybourne, aufgehalten. Als aber Handlanger von Hollis versuchen sie umzubringen, schlägt er sich auf ihre Seite. Mit Hilfe ihrer Fähigkeiten gelingt es Tory, Ben, Hi und Shelton, die Handlanger zu überwältigen. Hollis und seine Helfer werden verhaftet und der von dem Kampf traumatisierte Chance wird in eine psychiatrische Einrichtung eingewiesen. Die Virals beschließen ihre Superkräfte für sich zu behalten und ihr normales Leben fortzusetzen.

## Figuren
- Victoria „Tory“ Brennan
- Hiram „Hi“ Stolowitski
- Shelton Devers
- Ben Blue
- Dr. Christopher „Kit“ Howard
- Dr. Marcus E. Karsten
- Chance Claybourne
- Jason Taylor
- Hannah Wythe
- Whitney Dubois
- Madison Dunkle
- Ashley Bodford
- Courtney Holt
- Hollis Claybourne

## Ausgaben
- Kathy Reichs: Virals – Tote können nicht mehr reden. cbj, München 2011, ISBN 978-3-570-15288-1
- Kathy Reichs: Virals. Razorbill, 2010, ISBN 978-1-59514-342-6 (englisch)